# Société à responsabilité limitée (Frankreich)
Société à responsabilité limitée (abgekürzt SARL, S. A. R. L. oder auch Sàrl; deutsch: ‚Gesellschaft mit beschränkter Haftung‘) ist eine Rechtsform für haftungsbeschränkte Gesellschaften mit eigener Rechtspersönlichkeit in Frankreich. Diese französischsprachige Bezeichnung findet sich auch in Ländern wie Luxemburg und der Schweiz wieder.
Die SARL wurde 1925 in bewusster Anlehnung an die deutsche Gesellschaft mit beschränkter Haftung geschaffen.
Gesellschafter können sowohl natürliche als auch juristische Personen sein. Für die Gründung ist die Erstellung einer Gesellschaftssatzung (les statuts) erforderlich (schriftlich, in französischer Sprache). Seit dem 1. August 2003 kann das Stammkapital grundsätzlich durch die Gesellschafter frei festgesetzt werden, somit auch 1 Euro betragen. Es ist auch ein variables Stammkapital möglich. Die Eintragung erfolgt in das Handelsregister (registre du commerce et des sociétés, kurz RCS).
Es sind auch Einpersonengesellschaften möglich (Zusatz associé unique), ferner beruht die Entreprise unipersonnelle à responsabilité limitée auf der SARL.